# De man die volmaakt wilde zijn

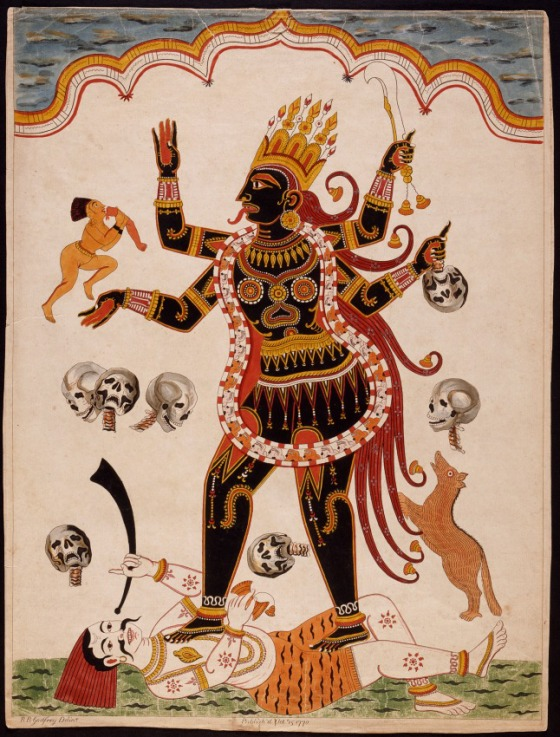
Kali, 1770

De man die volmaakt wilde zijn is een volksverhaal uit India.

## Het verhaal
Een vrome bedelmonnik komt bij een koning zonder kinderen en zegt een medicijn te hebben voor de koningin. Ze zal dan bevallen van een tweeling, maar ze moeten beloven een van de kinderen aan de bedelmonnik af te staan. De koning stemt toe en de koningin bevalt na een tijd van een tweeling, het zijn twee zonen. De broertjes worden drie, maar de bedelmonnik komt niet terug. Het koningspaar vergeet zijn angst voor het houden van de belofte en de jongens leren paardrijden en boogschieten. De jongens worden bewonderd en als ze zestien worden, verschijnt de bedelmonnik. Het koningspaar kan niet kiezen en beide zoons willen gaan. Na een lange discussie vertrekt de oudste zoon en hij plant een boom op de binnenplaats van het paleis. De boom laat zien hoe het met de jongen gaat.
De jongen gaat mee met de bedelmonnik en ze zien een hond met jongen. Een van de jongen wil met de mooie jongen mee en de prins is blij met dit dier. Ook een jonge havik wil met de jongen mee en ze komen bij een hut met een dak van stro. De bedelmonnik vertelt dat dit hun thuis zal zijn, de jongen moet bloemen plukken voor medicaties. De jongen mag alle vruchten en wortels eten en ook het water in de beek is drinkbaar, maar hij mag niet naar het noorden gaan. De prins plukt 's ochtends bloemen en de bedelmonnik komt pas thuis bij zonsondergang. Met het hondje en de havik vermaakt de prins zich overdag en schiet op herten. Een gewonde hertebok rent naar het noorden en de prins rent hem achterna. 

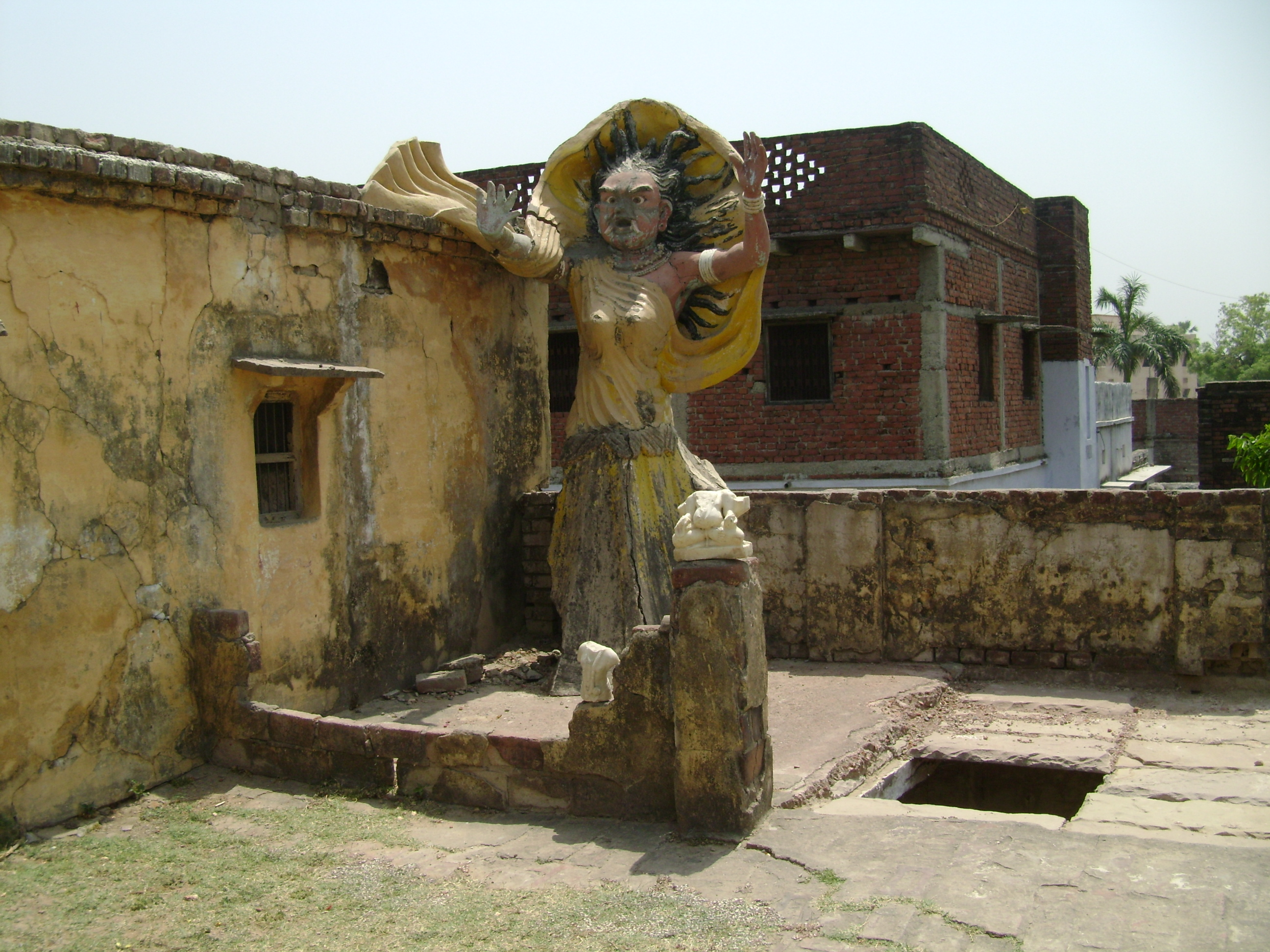
Standbeeld van Rakshasi

Het hert rent een prachtig huis in en de prins ziet een beeldschone vrouw aan een dobbeltafel zitten. Ze nodigt de vreemdeling uit voor een spel en de havik wordt ingezet. Het meisje wint en stopt de havik in een gat met een plank erover. De prins wil nog een spel spelen en het meisje wint het hondje en stopt het dier ook in een gat met een plank erover. Het derde spel wordt ook door het meisje gewonnen en ze pakt de prins en legt hem in een derde gat en plaatst er een plank over. Het meisje is eigenlijk Rakshasi en ze leeft van mensenvlees. Ze bewaart de prins voor de volgende dag. 
De jongste broer ziet dat de boom verwelkt en besluit te gaan helpen, ook hij plant een boom. Hij komt langs de honden en er is nog maar een jong, die met de prins meegaat. De jongste broer komt langs een jonge havik en ook deze gaat met hem mee. Het drietal komt bij de hut van de bedelmonnik en hoort dat zijn broer naar het noorden is gegaan. De jonge prins gaat naar het noorden en schiet een hert en komt bij de mooie vrouw. Hij speelt het dobbelspel en wint de jonge havik en het jonge hondje uit de gaten. De vrouw verliest ook het derde spel en de broers zijn blij elkaar te zien. 
Rakshasi vertelt dan dat de bedelmonnik Kali aanbidt, hij behoort tot een hindoe-sekte die volmaaktheid nastreeft. Er zijn al zes mannen geofferd op het altaar. De schedels zijn te zien in de nissen binnen de tempel. De oudste broer zou het zevende slachtoffer zijn en Rakshasi stuurt de broers naar de tempel om het met eigen ogen te zien. De schedels beginnen te lachen en vertellen dat er over enkele dagen nog een schedel bij zal komen. De jongen kan aan zijn lot ontsnappen door tegen de bedelmonnik te zeggen dat hij nooit zal buigen voor Kali, omdat hij een prins is en het daarom nooit geleerd heeft. 
Enkele dagen later is de bedelmonnik klaar met zijn meditaties en neemt de prins mee naar de tempel. De prins doet wat Kali heeft gezegd. Als hij het hoofd van de bedelmonnik afslaat als de man de buiging voordoet, komen de schedels weer tot leven. De godin komt naar de prins en schenkt hem De Deugd Der Volmaaktheid die de bedelmonnik bereiken wilde. De schedels worden met hun lichamen verenigd en werden weer levende mensen. De prinsen keren terug naar hun land.

## Achtergronden

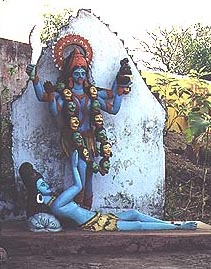
Kali

- Het verhaal komt uit Bengalen, het centrum van de Tantra (een van de filosofische scholen in India).
- Het verhaal zit vol symboliek van de Tantra. Ida en Pingala, twee aderen, lopen langs de wervelkolom en komen samen in een centraal kanaal (Susumnadi). Vanaf die plek loopt het kanaal omhoog tot aan het topje van het hoofd. Tussen die twee punten loopt het kanaal door een zevental chakra's. De menselijke geest wordt voorgesteld als energie, Shakti. De energie bevindt zich in de twee gescheiden aderen in de dualistische staat van de geest, als er nog geen ego is. De eerste stap naar verlichting is de samenkomst van de twee aderen. Hier bevindt zich de eerste chakra.
- De twee broers (de tweeling) staan voor de aderen Ida en Pingala, ze wonen bij hun ouders (een staat van niet bewust zijn). Als een broer wegtrekt, begint de ascese. Als de aderen gescheiden zijn, kan dit alleen eindigen in de dood. De Rakshasi (een vrouwelijke demon) is het wereldlijke leven.
- De broers komen samen, de goeroe/bedelmonnik brengt hen naar de tempel van Kali (de belangrijkste godin voor beoefenaars van de Tantra). Dit is het centrale kanaal, de Susumnadi. De schedels zijn de chakra's. Zes chakra's zijn al bereikt. De schedel van de bedelaar is de zevende en de prins is volmaakt (verlicht). Het hoofd van de goeroe moet afgehakt worden, dit betekent dat men boven zijn leermeester is uitgestegen en geen goeroe meer nodig is.
- De tweelingen hond en havik accentueren de toestand van gescheidenheid van de twee aderen en de noodzaak die te verenigen.
- Ook in Sneeuwwitje en Rozerood staan bomen symbool voor mensen.
- In De goudkinderen komt ook een tweeling voor, hier staan twee gouden lelies voor hun gezondheid.
- Vergelijk ook De geduldsteen, hier wordt een meisje door een derwisj opgehaald.